# El cas de l'assassinat al Club Caní
El cas de l'assassinat al Club Caní (títol original: The Kennel Murder Case) és una pel·lícula de misteri estatunidenca de 1933 adaptada de la novel·la homònima de 1933 de S. S. Van Dine. Dirigida per Michael Curtiz per a Warner Bros., és protagonitzada per William Powell i Mary Astor. El paper de Powell com a Philo Vance no és la primera actuació de l'actor com a detectiu aristocràtic; que també va interpretar el personatge en tres pel·lícules produïdes per Paramount el 1929 i el 1930. Està doblada al català.

## Argument
Philo Vance, acompanyat del seu terrier escocès, investiga l'assassinat d'un destacat col·leccionista molt odiat.

## Repartiment
- William Powell com Philo Vance
- Mary Astor com Hilda Lake
- Eugene Pallette com detectiu Heath
- Ralph Morgan com Raymond Wrede
- Robert McWade com fiscal Markham
- Robert Barrat com Archer Coe
- Frank Conroy com Brisbane Coe
- Etienne Girardot com Dr. Doremus
- Paul Cavanagh com Sir Thomas MacDonald
- Arthur Hohl com Gamble
- Helen Vinson com Doris Delafield
- Jack La Rue com Eduardo Grassi

## Producció
El cas de l'assassinat al Club Caní va ser la primera adaptació d'una de les novel·les de Philo Vance de S. S. Van Dine que va ser filmada per la Warner Bros. Les primeres pel·lícules de Vance havien estat realitzades per Paramount Pictures, i les posteriors serien fetes per Warner, Paramount i MGM. Vance seria interpretat per Warren William, Paul Lukas, Edmund Lowe i James Stephenson.
El director Michael Curtiz va cobrir la xerrameca de la pel·lícula, endèmica d'aquest tipus, utilitzant una càmera mòbil en algunes escenes, i va mantenir el ritme de la pel·lícula amb foses i transicions.

## Recepció
L'historiador del cinema William K. Everson, que va declarar que la pel·lícula era una "obra mestra" al número d'agost de 1984 de Films in Review, considera que El cas de l'assassinat al Club Caní és una de les majors adaptacions a la pantalla d'una novel·la de misteri de l'Edat d'Or; Everson la classifica amb la pel·lícula de 1946 Green for Danger.
La pel·lícula va obtenir un benefici de gairebé 400.000 dòlars. Segons els registres de Warner Bros, la pel·lícula va guanyar 441.000 dòlars nacionals i 241.000 dòlars a l'estranger.

## Remake
Warners va tornar a fer El cas de l'assassinat al Club Caní el 1940 com Calling Philo Vance, amb James Stephenson interpretant a Vance.